# Norsk Front
Norsk Front (forkortet NF) var et norsk, nationalistisk politisk parti. Det blev dannet i 1975 af unge nynazister, nationalister og antikommunister fra forskellige små grupperinger, heriblandt Nasjonal Ungdomsfylking (NUF) som opstod i 1960'erne, og med støtte fra tidligere medlemmer af Nasjonal Samling organiseret i Institutt for Norsk Okkupasjonshistorie. Partiet blev ledet af føreren Erik Blücher og havde omkring 1400 medlemmer og tilsvarende mange tilhængere. Norsk Front blev nedlagt i 1979 efter at en aktivist sprængte to bomber mod demonstranter i Faglig 1.maifronts tog i Oslo.
Norsk Front blev efterfulgt af Nasjonalt Folkeparti i 1980, hvor flere af lederne senere fik fængselsstraffe. Nasjonalt Folkeparti blev opløst i 1991.